# Gorete Semedo
Gorete Borges Tavares Semedo (5 ottobre 1996) è una velocista saotomense.

## Palmarès
| Anno | Manifestazione         | Sede        | Evento      | Risultato  | Prestazione | Note                                     |
| ---- | ---------------------- | ----------- | ----------- | ---------- | ----------- | ---------------------------------------- |
| 2014 | Giochi della Lusofonia | Goa         | 100 m piani | 6ª         | 12"88       |                                          |
| 2015 | Giochi panafricani     | Brazzaville | 100 m piani | Batteria   | 12"62       |                                          |
| 2017 | Mondiali               | Londra      | 100 m piani | Batteria   | 12"46       |                                          |
| 2019 | Giochi panafricani     | Rabat       | 100 m piani | Semifinale | dq          |                                          |
| 2019 | Giochi panafricani     | Rabat       | 200 m piani | Batteria   | 24"50       |                                          |
| 2019 | Mondiali               | Doha        | 100 m piani | Batteria   | 12"17       |                                          |
| 2023 | Mondiali               | Budapest    | 200 m piani | Batteria   | 23"69       | Miglior prestazione personale stagionale |
| 2024 | Giochi panafricani     | Accra       | 100 m piani | Semifinale | 11"73       |                                          |
| 2024 | Giochi panafricani     | Accra       | 200 m piani | Semifinale | 24"10       |                                          |
| 2024 | Campionati africani    | Douala      | 100 m piani | Semifinale | 12"05       |                                          |
| 2024 | Campionati africani    | Douala      | 200 m piani | Semifinale | 23"77       |                                          |
| 2024 | Giochi olimpici        | Parigi      | 100 m piani | Batteria   | 11"43       |                                          |